# Boson
Bosony (čteno bozony) jsou částice, které mají symetrickou vlnovou funkci a celočíselný spin. Jmenují se podle indického fyzika Šatendranátha Boseho (proto bývají někdy označovány jako Boseho částice). Bosony se chovají podle Boseho-Einsteinova rozdělení.
Částice, které nejsou bosony, se nazývají fermiony (mají poločíselný spin) nebo anyony (mají spin jiné hodnoty, známy pouze jako kvazičástice).
Více bosonů se může nacházet v jednom kvantovém stavu, tzn. bosony nedodržují Pauliho vylučovací princip. To je důvod, proč bosony na rozdíl od fermionů obvykle netvoří stabilní struktury. Předpokládá se, že při jevu zvaném supravodivost se pár fermionů chová jako boson (tzv. pseudoboson).

## Příklady bosonů
Elementární částice interakcí
- foton, zprostředkující částice elektromagnetické síly,
- boson W a boson Z (dohromady někdy označované jako wiony), částice slabé jaderné síly,
- gluony, částice zodpovědné za silnou jadernou sílu,
- Higgsův boson, částice Higgsova pole,

Částice látky
- mezony,
- tetrakvarky (složené ze 2 kvarků a 2 antikvarků),[2][3]
- hexakvarky (složené ze 6 kvarků),[4][5]
- atomová jádra s celočíselným spinem, např.:
  - deuteron (jádro deuteria),
  - částice alfa (jádro helia-4),

Kvazičástice
- fonon, vibrační kvantum krystalových struktur,
- magnon, kvantum kolektivních excitací struktury elektronových spinů v krystalové mříži.

Hypotetické částice
- další částice interakcí (Z', další higgsovské částice, graviton),
- supersymetričtí partneři elementárních částic látky (sleptony, skvarky).